# Gudrun Maria Krickl
Gudrun Maria Krickl (* 1968 in Hechingen) ist eine deutsche Autorin. Sie veröffentlicht außerdem Bücher unter dem Pseudonym Maria Nikolai.

## Leben
Krickl ist studierte Betriebswirtin und arbeitet in Teilzeit als Referentin für Presse- und Öffentlichkeitsarbeit. Die Mutter zweier Kinder befasst sich seit einigen Jahren schriftstellerisch mit Lebensbildern im historischen Kontext. Ihr erstes Buch erschien 2007. Sie lebt in Grafenberg.

## Veröffentlichungen
- Tragödien der Völkerschlacht – Aus dem Tagebuch eines Zeitzeugen. 2007, ISBN 978-3-89772-129-6
- Kinder des Urwalds – Eine schwäbische Lebensgeschichte. (mit Rudolf Veith) 2008, ISBN 978-3-935625-72-2
- Geliebte Kinder: Das Leben der Dichtermutter Charlotte Dorothea Mörike. 2009, ISBN 978-3-87407-839-9
- Brautfahrt ins Ungewisse: Lebenswege württembergischer Herzoginnen. 2012, ISBN 978-3-8425-1168-2
- Die Töchter von Rosengarten. Historischer Roman. 2016, ISBN 978-3-8425-1465-2

unter dem Pseudonym Maria Nikolai:
- Die Schokoladen-Villa (Schokoladen-Saga Band 1). 2018, ISBN 978-3-328-10322-6
- Die Schokoladen-Villa – Goldene Jahre (Schokoladen-Saga Band 2). 2019, ISBN 978-3-328-10406-3
- Die Schokoladen-Villa – Zeit des Schicksals (Schokoladen-Saga Band 3). 2020, ISBN 978-3-328-10407-0
- Töchter der Hoffnung (Die Bodensee-Saga Band 1). 2021, ISBN 978-3-328-10794-1
- Töchter des Glücks (Die Bodensee-Saga Band 2). 2022, ISBN 978-3-328-10760-6